# Aubrey Beardsley

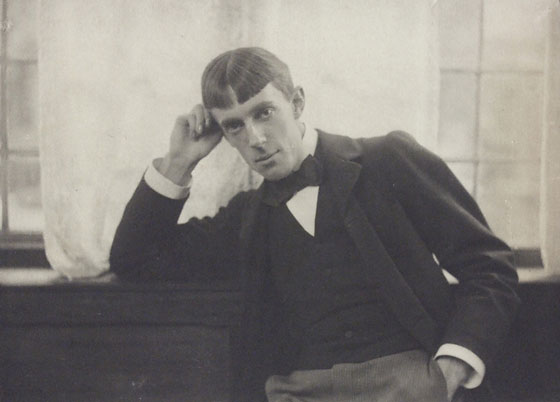
Frederick Hollyer: Aubrey Beardsley, 1890

Aubrey Vincent Beardsley (21. srpna 1872, Brighton – 16. března 1898, Menton, Francie) byl anglický secesní kreslíř a ilustrátor.

## Život
Jeho otec, Vincent Paul Beardsley (1839–1909), byl synem obchodníka, jeho matka, Ellen Agnus Pitt (1846–1932), byla dcerou vojenského lékaře. Otec přišel o většinu jmění neuváženými investicemi, a proto rodina žila v chudobě. Otec pracoval jako příležitostný dělník, matka jako učitelka hry na klavír. Aubery měl o rok starší sestru Mabel. V roce 1884 spolu vystupovali na veřejných koncertech jako mimořádné dětské hudební talenty. Když v romto roce jejich matka onemocněla, odjeli sourozenci k tetě do Bristolu. Zde Aubrey navštěvoval Hove and Sussex Grammar School, kde publikoval své verše a kresby ve školním časopisu.
V roce 1888 začal pracovat jako kreslič v architektonickém ateliéru, o rok později odjel do Londýna a pracoval jako úředník pojišťovny Guardian Life and Fire Insurance Company. V roce 1891 získal díky náhodnému seznámení s malíři Sir Edwardem Burne-Jonesem a Puviem de Chavannes možnost se kreslením živit. Na jejich radu začal v roce 1892 studovat Westminster School of Art.
V roce 1893 se seznámil s Oscarem Wildem. Wilde viděl Beardsleyovy kresby, inspirované jeho divadelní hrou Salomé a požádal ho, aby ilustroval anglické vydání, které vyšlo v roce 1894.
V roce 1894 se stal výtvarným redaktorem literárního časopisu The Yellow Book. V dubnu 1895 byl ale propuštěn pro své přátelství s Oscarem Wildem, který byl v té době odsouzen pro své homosexuální vztahy. Vydavatel Leonard Smithers tehdy požádal Beardsleye, aby se stal výtvarným redaktorem konkurenčního časopisu The Savoy Magazine (redaktorem byl Arthur Symons).
Beardsley od dětství trpěl tuberkulózou. Na doporučení lékařů odjel do jižní Francie. Zde konvertoval ke katolické víře. V noci z 15. na 16. března 1898 nemoci podlehl.

## Dílo

### Časopisy
- Bon Met Library (1893)
- The Pall Mall Budget (1893)
- The Studio (1893)
- The Yellow Book (1894–1895)
- The Savoy Magazine (1896)

### Knihy
- Aubrey Beardsley: Bon Mots of Smith and Sherldan 1893
- Sir Thomas Malory: Artušova smrt (1893–1894) – asi 300 ilustrací
- Oscar Wilde: Salomé (1894)
- Edgar Allan Poe: Povídky (1894–1895)
- Aristofanés: Lysistrata (1896) [1]
- Alexander Pope: The Rape of the Lock (1896, Uloupená kadeř); česká vydání s Beardsleyho ilustracemi:
  - překlad Jarmil Krecar, KDA, svazek 143, Praha : Kamilla Neumannová, 1917
  - nové vydání: překlad Martin Hilský, Brno : Host : Jota, 1998 ISBN 80-86055-25-6
- Aubrey Beardsley: Under the Hill (Příběh Venuše a Tannhäusera), (1896), česky Venuše a Tannhäuser, Praha : Dybbuk, 2007, ISBN 978-80-86862-29-3
- Aubrey Beardsley: A Book of Fifty Drawings, London : Leonard Smithers, 1897
- Ben Jonson: Volpone (1898, Lišák Volpone)

Ukázky děl Aubreye Beardsleyho
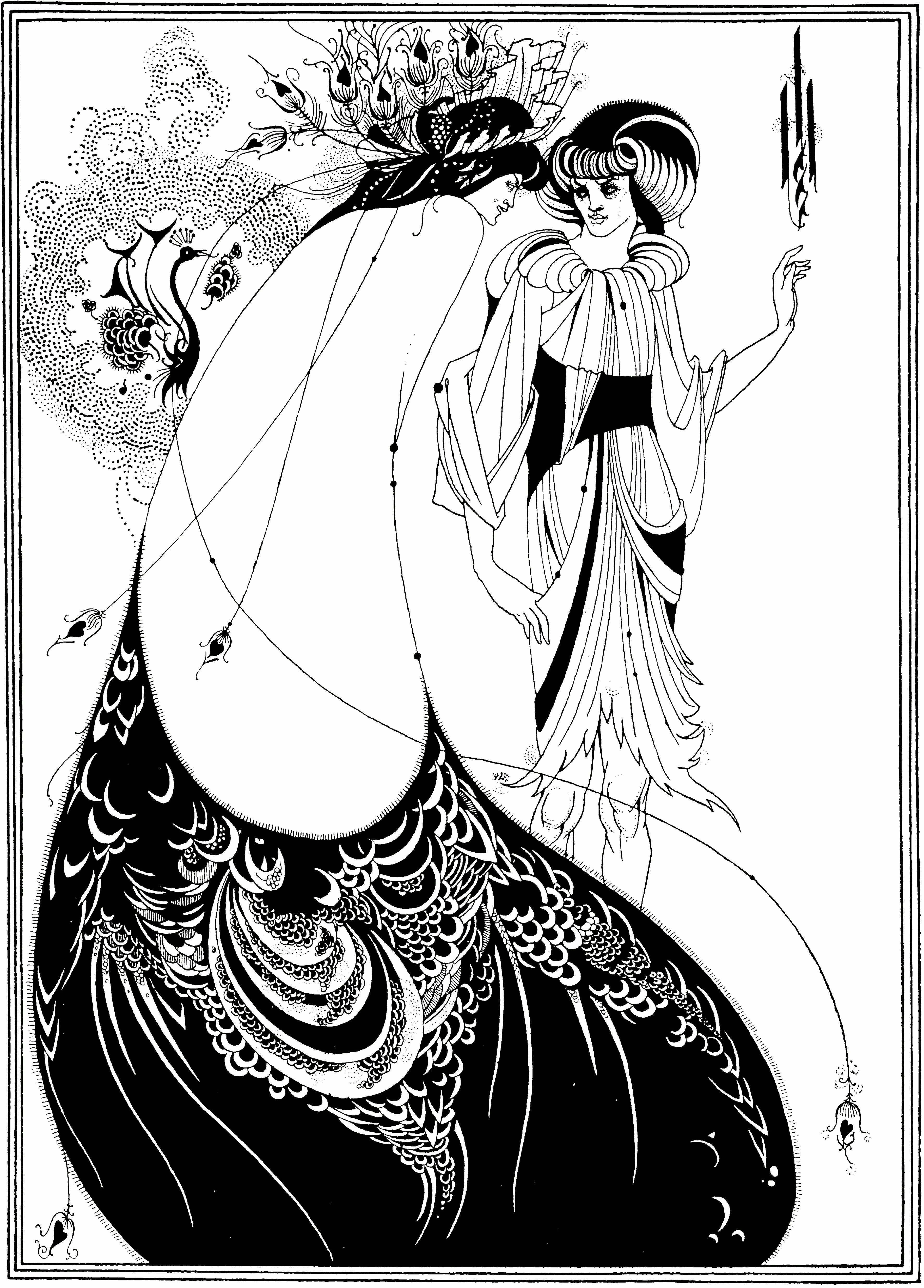
Paví šat ilustrace ke hře Oscara Wilde: Salomé (1892)
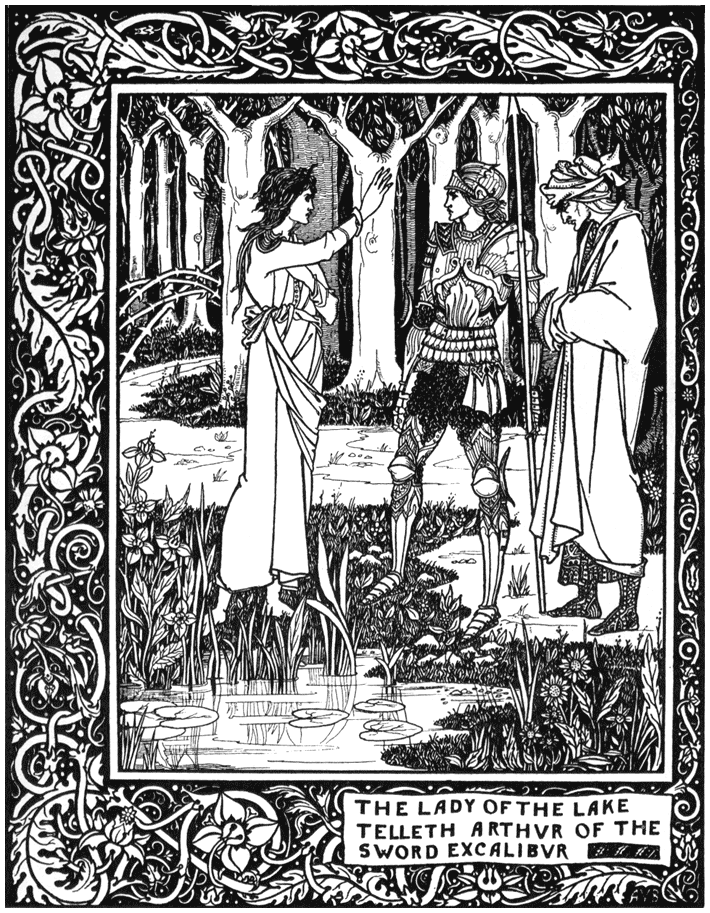
Ilustrace k Artušově smrti od Thomase Maloryho (1893-1894)
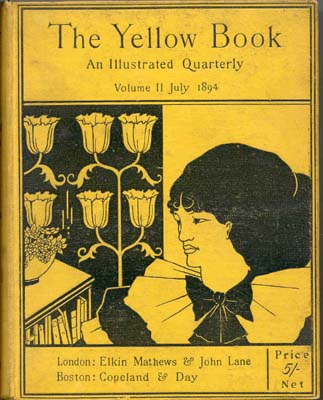
Titulní stránka časopisu The Yellow Book, (1894)
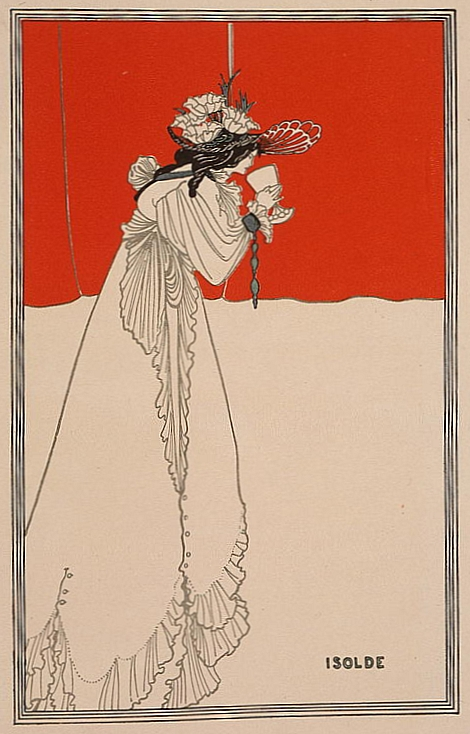
Isolde ilustrace (1895)
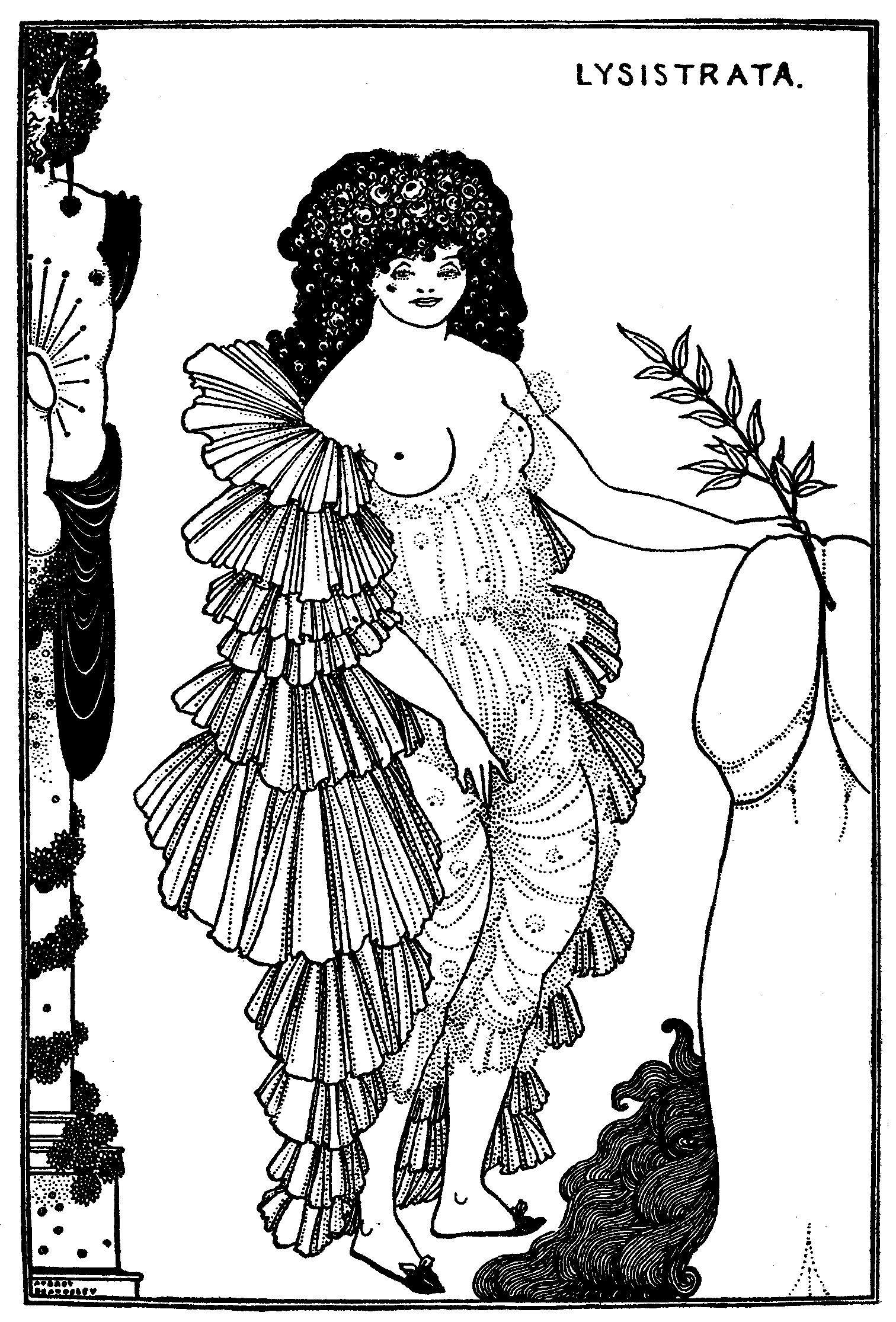
Lysistrata (1896)
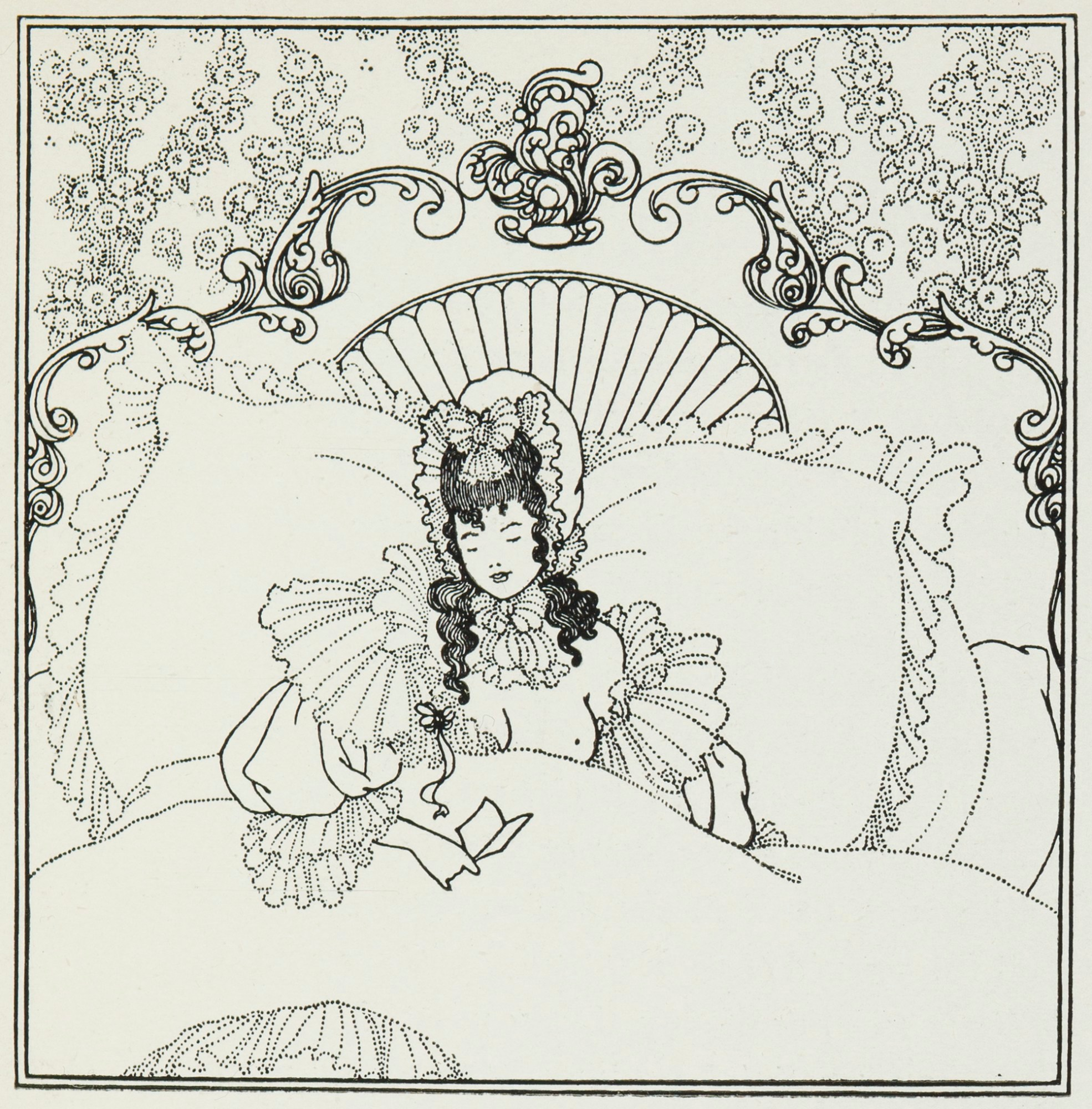
Ilustrace ke knize Alexandera Popea Uloupená kadeř (1896)
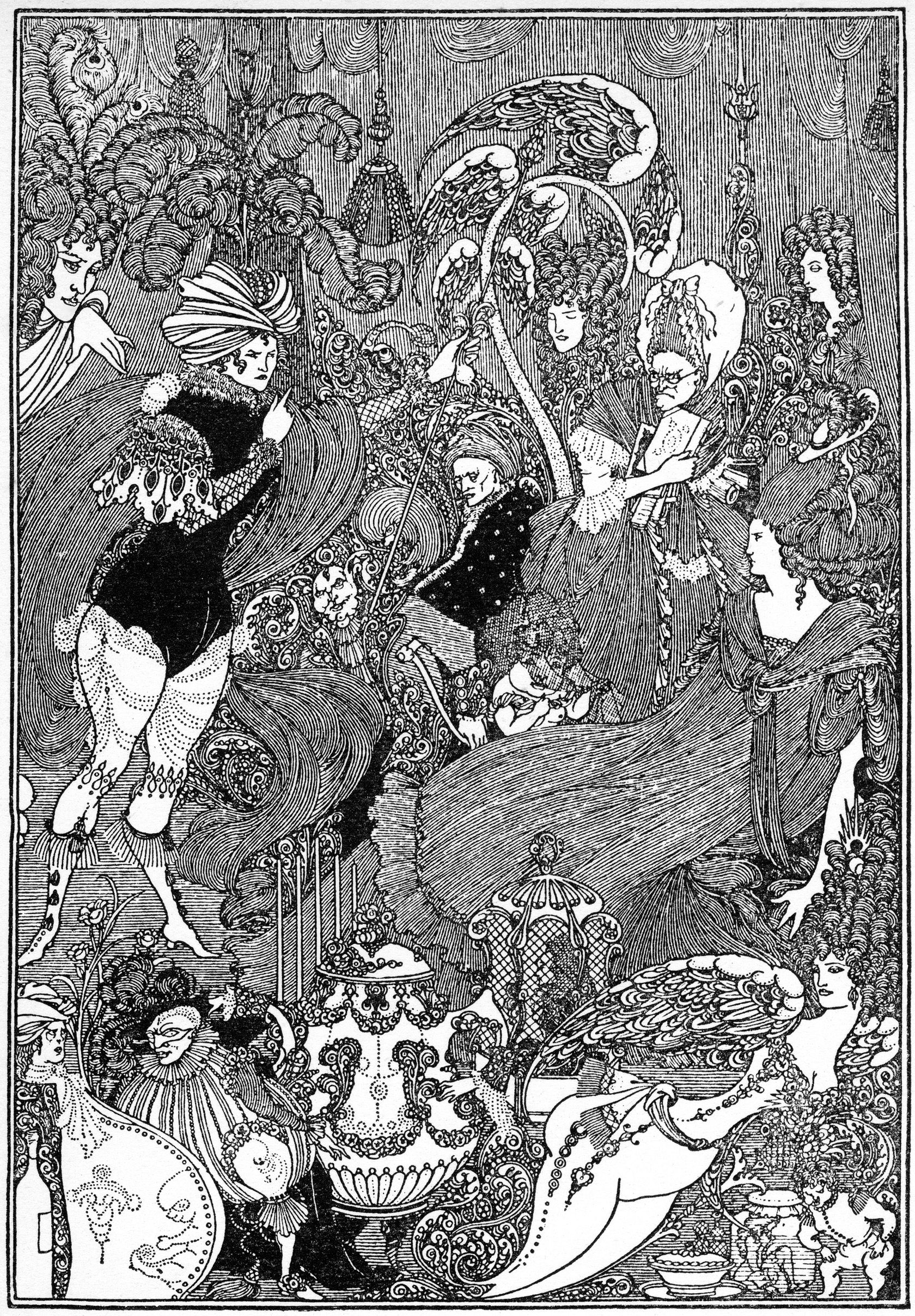
Ilustrace ke knize Alexandera Popea Uloupená kadeř (1896)
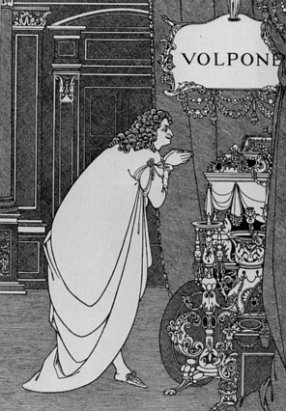
Ilustrace ke hře Bena Jonsona Lišák Volpone (1898)